# Cách mạng Mỹ
Cách mạng Mỹ là một cuộc cách mạng tư tưởng và chính trị diễn ra từ năm 1765 đến năm 1783 tại mười ba thuộc địa của Đế quốc Anh ở Bắc Mỹ, làm nảy sinh cuộc Chiến tranh Cách mạng Mỹ chống lại Anh Quốc (1775–1783). Với sự hỗ trợ của Pháp, 13 bang thuộc địa đã thắng lợi, qua đó chính thức giành được độc lập từ tay đế quốc Anh và thành lập nên một quốc gia mới là Hợp chúng quốc Hoa Kỳ, nền dân chủ tự do lập hiến đầu tiên thời hiện đại.
Nhân dân các thuộc địa Bắc Mỹ đã tuyên bố lập trường của họ "không đánh thuế mà không có đại diện", sau khi Quốc hội Anh thông qua Đạo luật thuế tem năm 1765. Họ khẳng định rằng Quốc hội Anh không có quyền áp đặt thuế đối với họ khi mà cả 13 thuộc địa Bắc Mỹ đều không có bất kỳ một thành viên đại diện nào trong quốc hội. Các cuộc biểu tình liên tục leo thang đến Cuộc thảm sát Boston năm 1770 và vụ đốt tàu Gaspee ở Đảo Rhodes năm 1772.
Mâu thuẫn lên đến đỉnh điểm sau sự kiện Tiệc trà Boston vào tháng 12 năm 1773, khi mà những người ủng hộ độc lập đã phá hủy một lô hàng trà bị đánh thuế tại cảng Boston ở Massachusetts. Người Anh đã đáp trả bằng cách phong tỏa cảng Boston, tiếp đó là ban hành một loạt các đạo luật nhằm loại bỏ có hiệu quả quyền tự trị của Massachusetts. Vào cuối năm 1774, những người ủng hộ độc lập cho các thuộc địa ở Bắc Mỹ đã thành lập một chính phủ của riêng họ tại Hội nghị lục địa lần thứ nhất, với mục đích phối hợp tốt hơn các nỗ lực kháng chiến chống lại Đế quốc Anh; họ được gọi là Patriots (người yêu nước) hoặc Whigs. Trong khi đó một bộ phận người dân Bắc Mỹ vẫn trung thành với Hoàng gia Anh, họ được gọi là Loyalists (người trung thành) hoặc Tories.
Chiến sự nổ ra giữa dân quân thuộc địa và chính quyền Anh vào ngày 19 tháng 4 năm 1775. Cuộc xung đột đã dần phát triển thành một cuộc chiến quy mô toàn cầu, trong đó Pháp, Tây Ban Nha và Hà Lan ủng hộ quân đội Cách mạng chống lại người Anh và những người trung thành với họ trong sự kiện được gọi là Chiến tranh Cách mạng Mỹ (1775–1783). 13 thuộc địa đã thành lập Quân đội Lục địa dưới sự lãnh đạo của Tướng George Washington. Hội nghị Lục địa lần II lên án sự cai trị của Vua George là chuyên chế và chà đạp lên các quyền tự do của người dân thuộc địa.
Bản Tuyên Ngôn Độc Lập Mỹ được long trọng công bố vào ngày 4 tháng 7 năm 1776, là lời tuyên bố các quyền tự do dân chủ và khẳng định nền độc lập của các thuộc địa Anh ở Bắc Mỹ. Những người lãnh đạo phe Patriot tuyên xưng các triết lý chính trị của chủ nghĩa tự do và chủ nghĩa cộng hòa, phản đối chế độ quân chủ và chế độ quý tộc. Bản tuyên ngôn nêu rõ: "Tất cả mọi người sinh ra đều có quyền bình đẳng. Tạo hóa đã ban cho họ những quyền không thể tước bỏ. Trong những quyền ấy có quyền sống, quyền tự do và quyền mưu cầu hạnh phúc".
Quân đội Lục địa đã buộc quân Anh rút khỏi Boston vào tháng 3 năm 1776, nhưng vào mùa hè năm đó, người Anh đã chiếm được thành phố New York. Hải quân Hoàng gia Anh phong tỏa các cảng biển lớn và chiếm giữ được các thành phố lớn khác chỉ trong một thời gian ngắn, nhưng họ đã thất bại trong việc tiêu diệt lực lượng của Washington. Phe cách mạng đã không thành công trong nỗ lực xâm chiếm Canada vào mùa đông năm 1775-76, nhưng họ đã giành được một thắng lợi lớn trước quân Anh tại Trận Saratoga vào tháng 10 năm 1777, trận đánh được xem là bước ngoặt của cuộc chiến.
Pháp tham gia chiến tranh với tư cách là một đồng minh của Hoa Kỳ. Một lực lượng kết hợp Mỹ-Pháp đã giành được một thắng lợi lớn trước quân Anh tại Yorktown vào mùa thu năm 1781, qua đó kết thúc chiến tranh một cách hiệu quả. Hiệp ước Paris được ký ngày 3 tháng 9 năm 1783, chính thức chấm dứt xung đột và xác nhận sự tách biệt hoàn toàn của 13 thuộc địa đối với Đế quốc Anh. Một quốc gia mới đã ra đời, chiếm hữu gần như toàn bộ lãnh thổ phía đông sông Mississippi và phía nam Hồ Lớn, trong khi Anh vẫn duy trì sự kiểm soát đối với Canada và Tây Ban Nha chiếm Florida.
Thành quả to lớn nhất của cuộc cách mạng là việc thành lập nên quốc gia mới Hợp chúng quốc Hoa Kỳ, mà ngày nay thường được gọi tắt là Mỹ hay Hoa Kỳ. Hiến pháp Mỹ chính thức được ban hành vào năm 1787, thành lập một chính phủ liên bang tương đối mạnh bao gồm một tổng thống, tòa án tối cao và một Quốc hội lưỡng viện. Khoảng 60.000 người trung thành di cư đến các lãnh thổ khác của Anh, đặc biệt là Bắc Mỹ thuộc Anh (Canada), nhưng đại đa số vẫn ở lại Hoa Kỳ.

## Nguồn gốc

Đông Bắc Mỹ vào năm 1775. Tỉnh Quebec thuộc Anh, Mười ba thuộc địa trên bờ biển Đại Tây Dương và Khu bảo tồn người da đỏ như được định nghĩa bởi Tuyên cáo Hoàng gia năm 1763. Đường giữa các khu vực màu đỏ và màu hồng đại diện cho "Đường tuyên cáo" năm 1763, trong khi khu vực màu cam đại diện cho yêu sách của Tây Ban Nha.

### 1651–1748: Mầm móng ban đầu

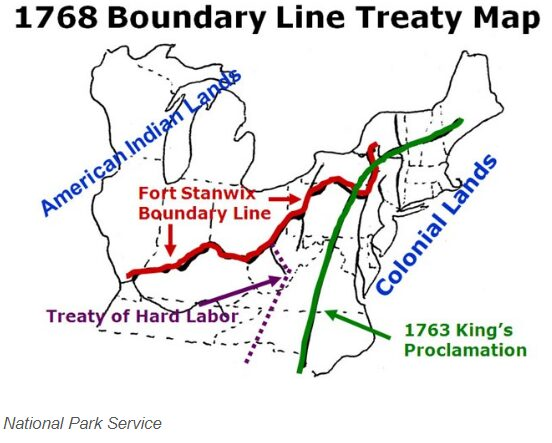
Bản đồ ranh giới năm 1768 di chuyển ranh giới về phía Tây

### 1764-1766: áp thuế và thu hồi

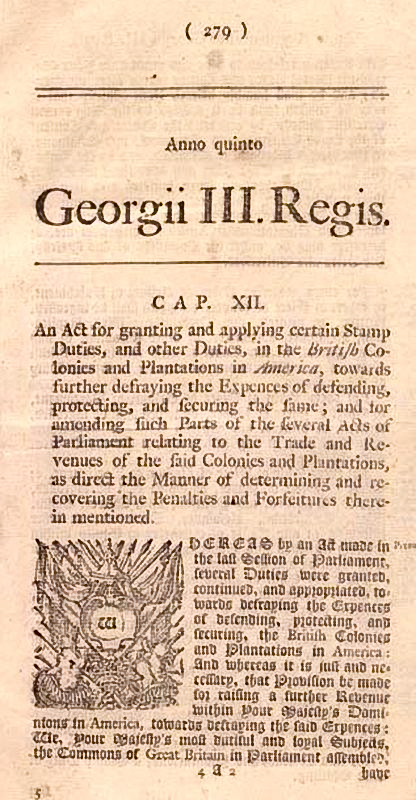
Thông báo về Đạo luật tem năm 1765 trên báo

### 1767-1773: Đạo luật Townshend và Đạo luật Trà

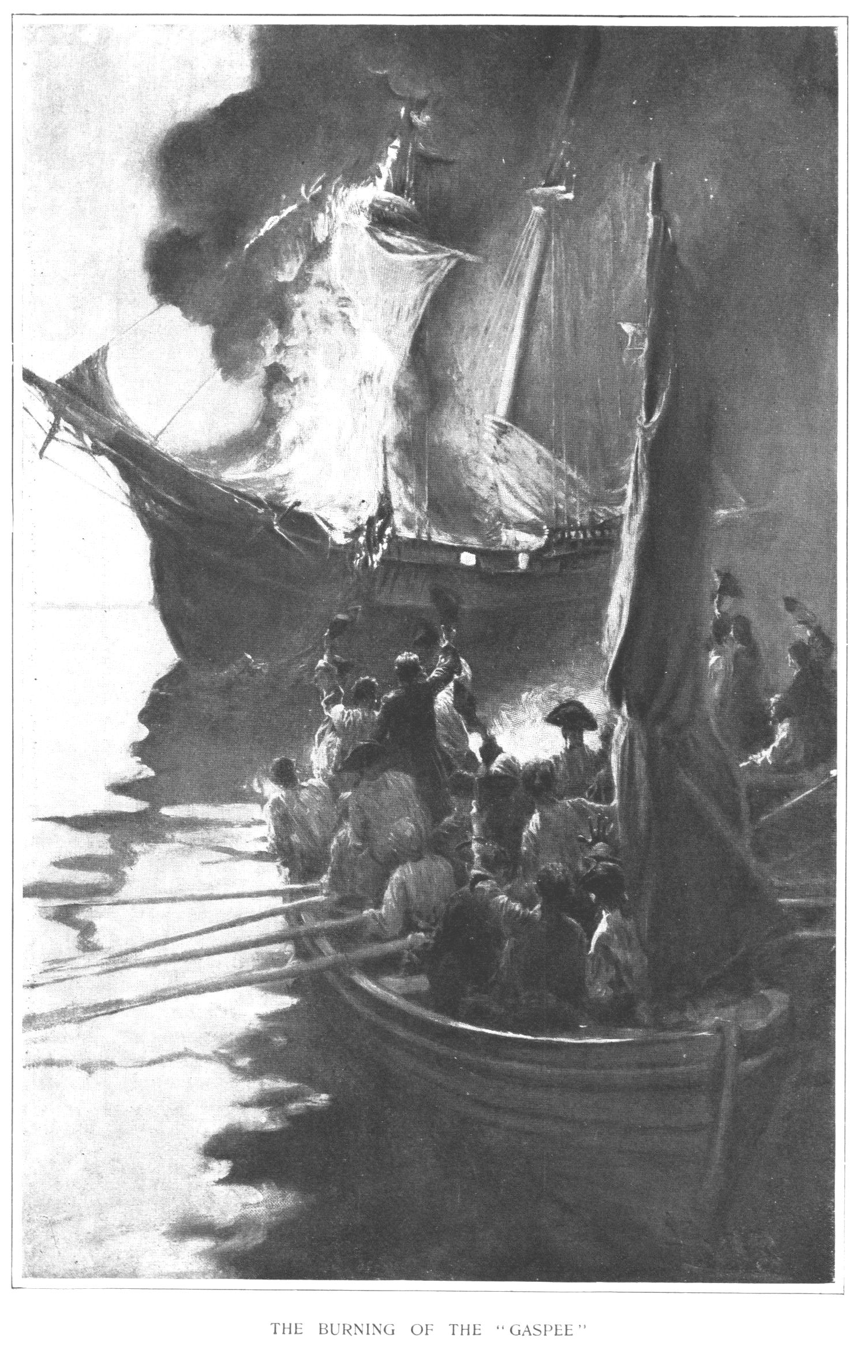
Đám cháy của Gaspee

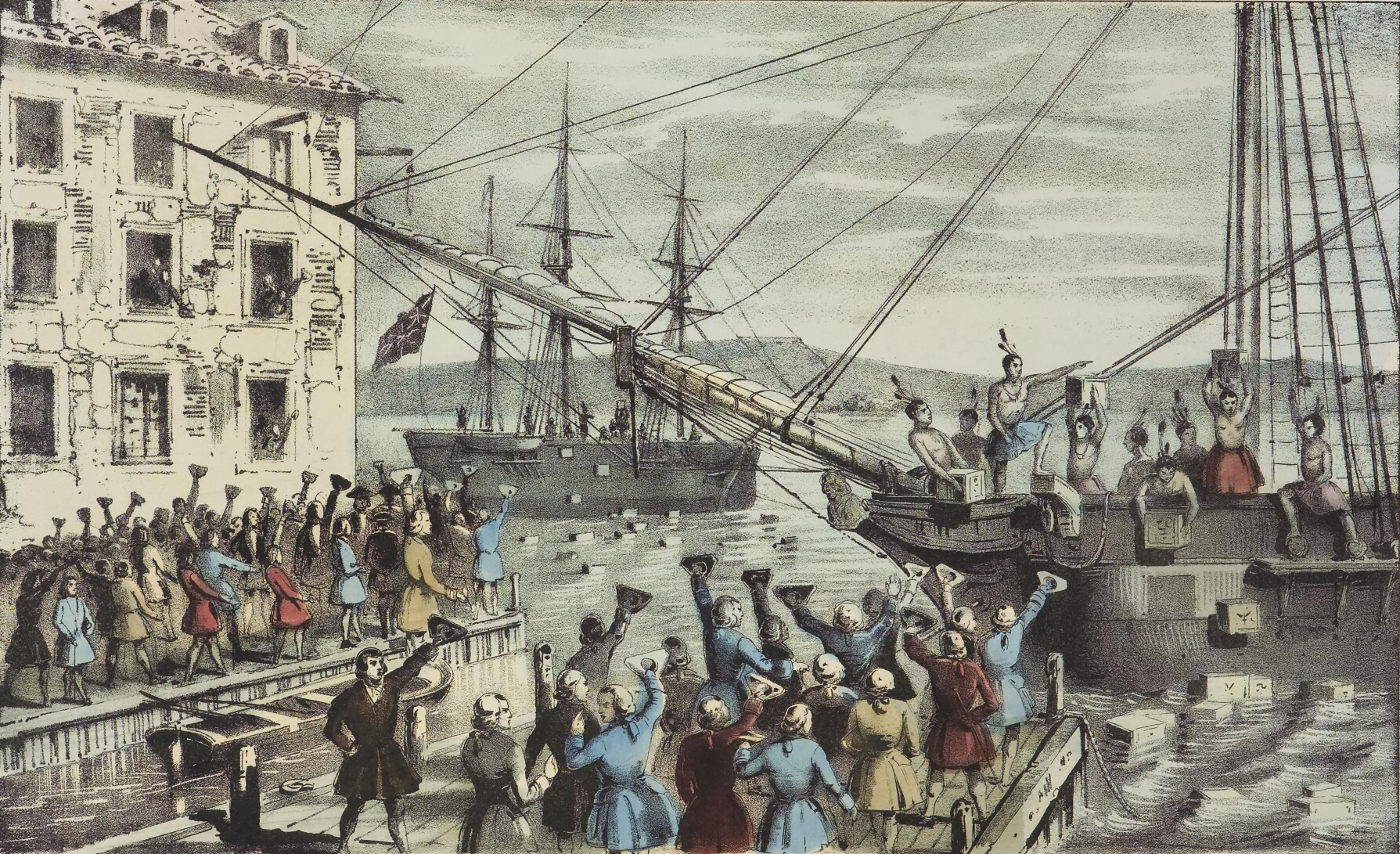
Bản in thạch bản năm 1846 này của Nathaniel Currier có tựa đề Tiêu hủy trà tại cảng Boston ; cụm từ "Tiệc trà Boston" chưa trở thành tiêu chuẩn.

### 1774–1775: Các Đạo luật không khoan nhượng và Đạo luật Quebec

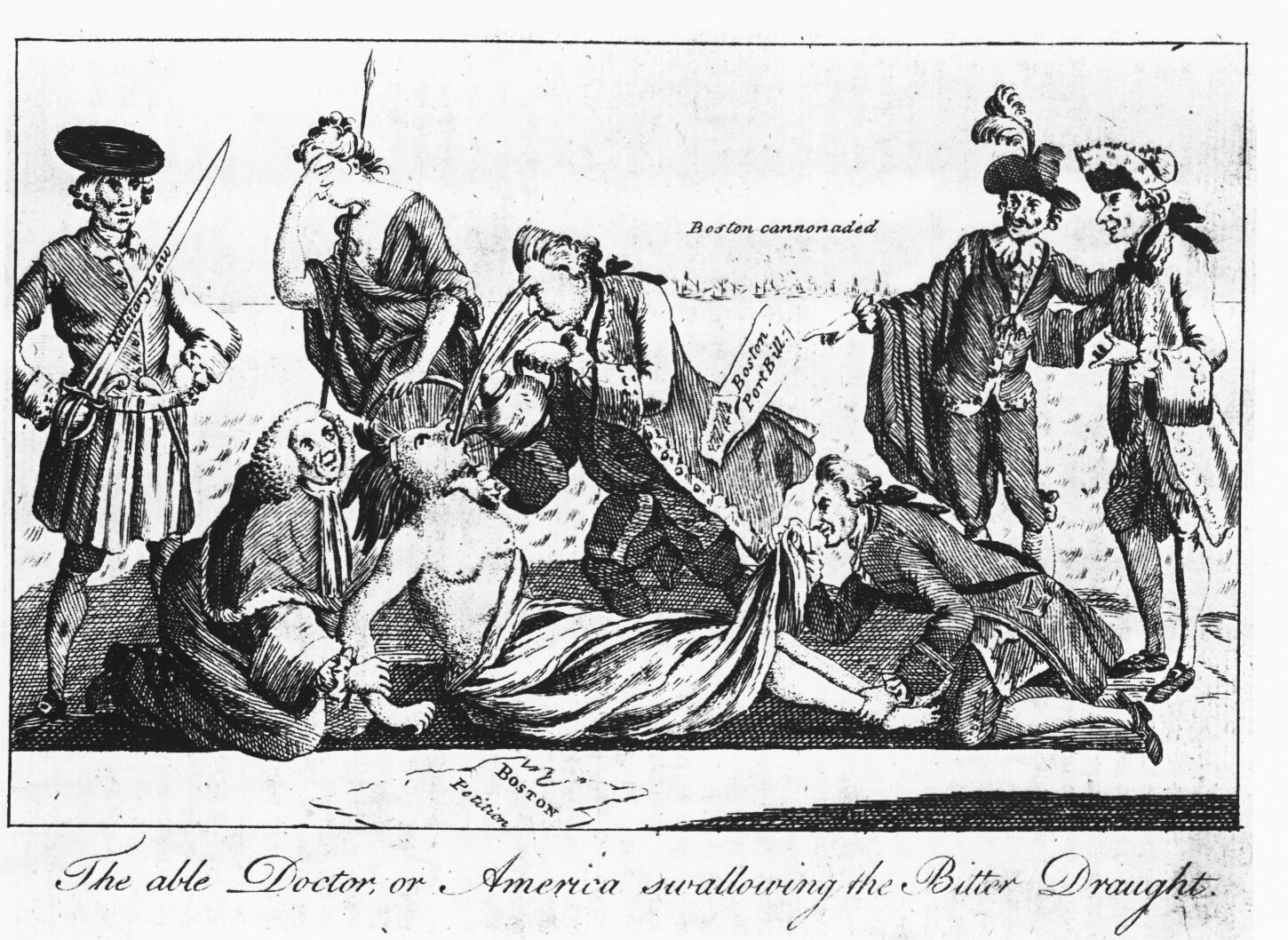
A Một bản khắc năm 1774 từ Tạp chí Luân Đôn, được sao chép bởi Paul Revere của Boston. Thủ tướng Lord North, tác giả của Đạo luật cảng Boston, buộc Đạo luật không khoan nhượng vào cổ của nước Mỹ, cánh tay thì bị kiềm chế bởi Lord Chánh án Mansfield, trong khi Lord Sandwich ghìm chân và nhìn lên áo choàng của cô. Đằng sau họ, Mẹ Britannia khóc lóc bất lực.